# مارك إميري
مارك إميري هو ناشط وسياسي كندي، ولد في 13 فبراير 1958 في لندن في كندا.

## روابط خارجية
- مارك إميري على موقع IMDb (الإنجليزية)
- مارك إميري على موقع قاعدة بيانات الفيلم (الإنجليزية)